# Andersonville (Tennessee)
Andersonville è un census-designated place (CDP) degli Stati Uniti d'America, situato nello stato del Tennessee, nella contea di Anderson.